# Taloga
Taloga é uma cidade  localizada no estado norte-americano de Oklahoma, no Condado de Dewey.

## Demografia
Segundo o censo norte-americano de 2000, a sua população era de 372 habitantes.
Em 2006, foi estimada uma população de 354, um decréscimo de 18 (-4.8%).

## Geografia
De acordo com o United States Census Bureau tem uma área de
1,3 km², dos quais 1,3 km² cobertos por terra e 0,0 km² cobertos por água. Taloga localiza-se a aproximadamente 521 m acima do nível do mar.

## Localidades na vizinhança
O diagrama seguinte representa as localidades num raio de 32 km ao redor de Taloga.